# Haute-Kontz
Haute-Kontz est une commune française située dans le département de la Moselle, en Lorraine, dans la région administrative Grand Est.

## Géographie

### Localisation
Village dominant la vallée de la Moselle à 240 m d'altitude. Il est situé à deux kilomètres des frontières allemande et luxembourgeoise, sur la rive gauche de la Moselle, à la confluence de cette rivière et de l'Altbach, qui traverse le territoire communal.
| Beyren-lès-Sierck |                  | Schengen ( Luxembourg) |
|                   | Haute-Kontz      | Contz-les-Bains        |
| Gavisse           | Berg-sur-Moselle | Rettel                 |

### Hydrographie
La commune est située dans le bassin versant du Rhin au sein du bassin Rhin-Meuse. Elle est drainée par la Moselle, le ruisseau de Beyren et le ruisseau l'Altbach.
La Moselle, d’une longueur totale de 560 kilomètres, dont 315 kilomètres en France, prend sa source dans le massif des Vosges au col de Bussang et se jette dans le Rhin à Coblence en Allemagne.
Le Beyren, d'une longueur totale de 19,4 km, prend sa source dans la commune de Zoufftgen et se jette  dans  Ruisseau de Boler à Gavisse, après avoir traversé sept communes.
Le ruisseau l'Altbach, d'une longueur totale de 16,6 km, prend sa source dans la commune de Mondorff et se jette  dans la Moselle sur la commune, après avoir traversé cinq communes.

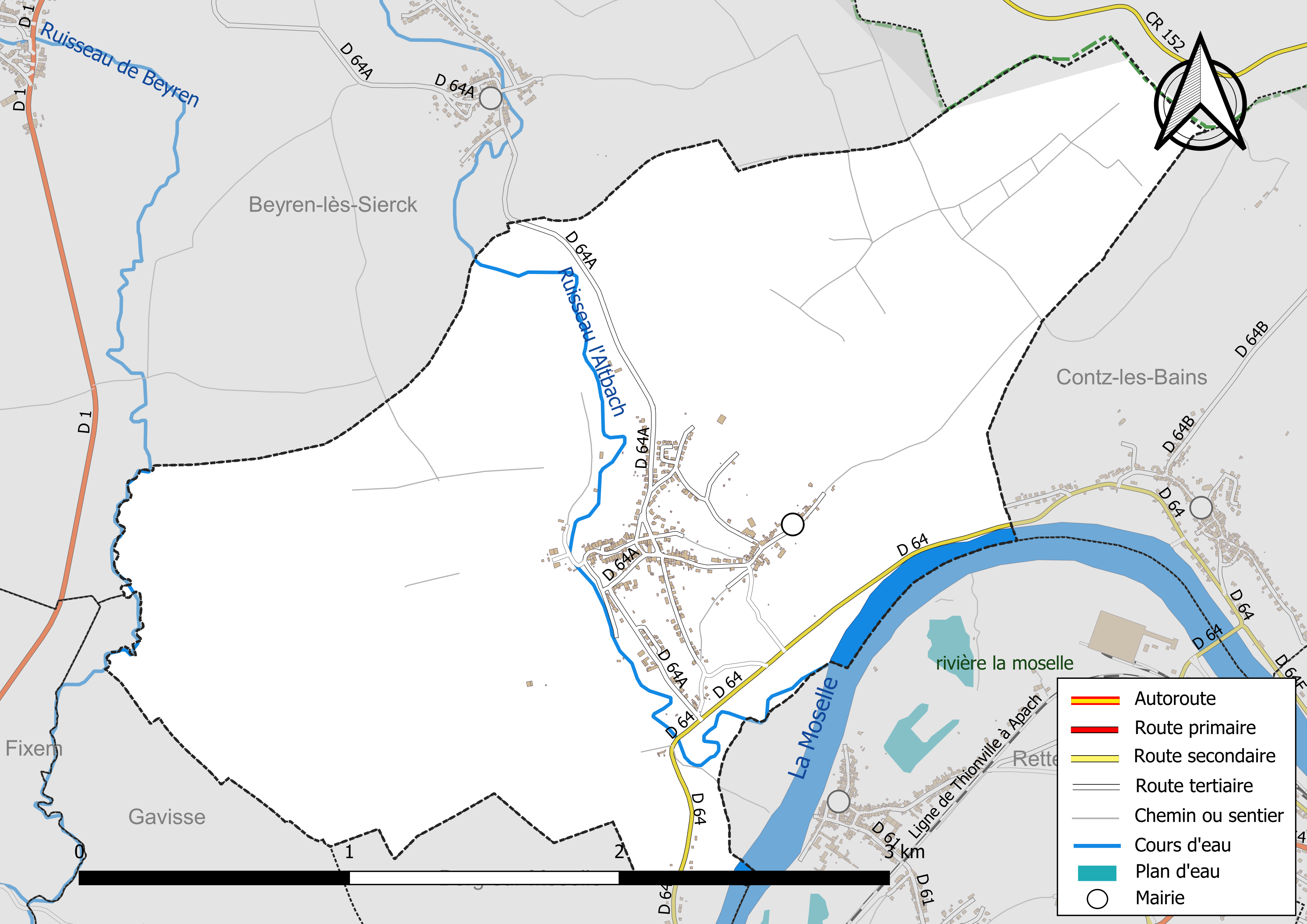
Réseaux hydrographique et routier de Haute-Kontz.

La qualité de la Moselle, du ruisseau de Beyren et du ruisseau l'Altbach peut être consultée sur un site spécial géré par les agences de l’eau et l’Agence française pour la biodiversité.

### Climat
Pour des articles plus généraux, voir Climat du Grand Est et Climat de la Moselle.
En 2010, le climat de la commune est de type climat des marges montargnardes, selon une étude du Centre national de la recherche scientifique s'appuyant sur une série de données couvrant la période 1971-2000. En 2020, Météo-France publie une typologie des climats de la France métropolitaine dans laquelle la commune est exposée à un climat semi-continental et est dans la région climatique  Lorraine, plateau de Langres, Morvan, caractérisée par un hiver rude (1,5 °C), des vents modérés et des brouillards fréquents en automne et hiver. 
Pour la période 1971-2000, la température annuelle moyenne est de 9,7 °C, avec une amplitude thermique annuelle de 17,1 °C. Le cumul annuel moyen de précipitations est de 786 mm, avec 12,3 jours de précipitations en janvier et 9,3 jours en juillet. Pour la période 1991-2020, la température moyenne annuelle observée sur la station météorologique de Météo-France la plus proche, « Malancourt », sur la commune d'Amnéville à 25 km à vol d'oiseau, est de 10,2 °C et le cumul annuel moyen de précipitations est de 884,1 mm. 
La température maximale relevée sur cette station est de 39,3 °C, atteinte le 25 juillet 2019 ; la température minimale est de −17,9 °C, atteinte le 5 janvier 1985,,. 
Les paramètres climatiques de la commune ont été estimés pour le milieu du siècle (2041-2070) selon différents scénarios d'émission de gaz à effet de serre à partir des nouvelles projections climatiques de référence DRIAS-2020. Ils sont consultables sur un site spécial publié par Météo-France en novembre 2022.

## Urbanisme

### Typologie
Au 1er janvier 2024, Haute-Kontz est catégorisée bourg rural, selon la nouvelle grille communale de densité à sept niveaux définie par l'Insee en 2022.
Elle est située hors unité urbaine. Par ailleurs la commune fait partie de l'aire d'attraction de Luxembourg (partie française), dont elle est une commune de la couronne,. Cette aire, qui regroupe 115 communes, est catégorisée dans les aires de 700 000 habitants ou plus (hors Paris),.

### Occupation des sols
L'occupation des sols de la commune, telle qu'elle ressort de la base de données européenne d’occupation biophysique des sols Corine Land Cover (CLC), est marquée par l'importance des territoires agricoles (79,5 % en 2018), en augmentation par rapport à 1990 (77,8 %). La répartition détaillée en 2018 est la suivante : 
terres arables (41,6 %), prairies (31,8 %), forêts (14,8 %), cultures permanentes (6,2 %), zones urbanisées (4,6 %), eaux continentales (1,1 %). L'évolution de l’occupation des sols de la commune et de ses infrastructures peut être observée sur les différentes représentations cartographiques du territoire : la carte de Cassini (XVIIIe siècle), la carte d'état-major (1820-1866) et les cartes ou photos aériennes de l'IGN pour la période actuelle (1950 à aujourd'hui).

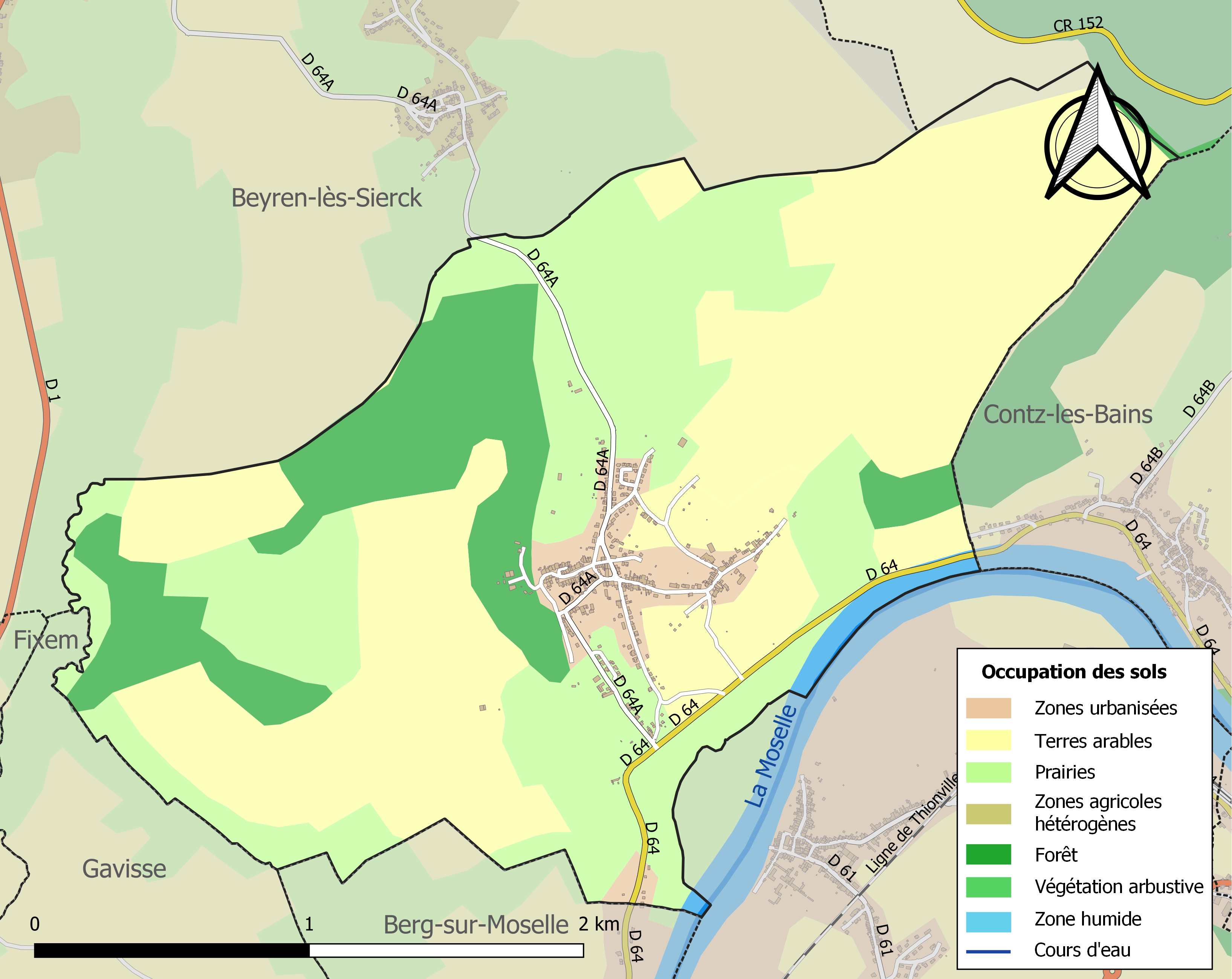
Carte des infrastructures et de l'occupation des sols de la commune en 2018 (CLC).

## Toponymie
- Du gaulois Condate (confluent)[16].
- Anciens noms[17],[16],[18] : Cand en 1200, Obercontze en 1415, Obercontz en 1594, Oberkuntz au XVIIe siècle, Lauberkontz en 1681, Oberclontz en 1682, Oberklontz en 1688, Ober Contz et haulte Contz en 1698, Oberkont en 1701, Kunz en 1756, Koutz la Haute en 1793.
- Oberkontz en allemand[17]. Uewer-Kontz[19] et Uewer-Konz en francique lorrain.

### Sobriquets
Sobriquets anciens désignant les habitants de la commune :
- Di Uewerkonzer Bompëssen (les balourds de Haute-Kontz). Di Uewerkonzer Bounefrësser (les bouffeurs de haricots de Haute-Kontz).

## Histoire
Le site a été occupé au Néolithique et à l'époque romaine comme le prouvent des fouilles archéologiques.
Village appartenant pour deux tiers à la Lorraine et un tiers au Luxembourg.
Il formait autrefois une seigneurie autonome moyenne et foncière ; la haute justice était demeurée prévôtale.
Ancienne possession de la seigneurie de Rodemack et de l'abbaye de Rettel.
C'était un lieu de pèlerinage à Saint Médard.
C'est un village célèbre pour ses vins blancs (qui étaient fêtés la veille de la Saint-Jean). 
L'église de ce village est la seule, de tous les villages environnants, qui ait conservé sa tour-clocher romane du XIIe siècle, avec un coq à pattes.

## Politique et administration
| Période                                  | Période   | Identité            | Étiquette | Qualité |
| ---------------------------------------- | --------- | ------------------- | --------- | ------- |
| mars 1970                                | mars 1995 | René Lambinet       |           |         |
| mars 1995                                | mars 2001 | Daniel Christnacker |           |         |
| mars 2001                                | mars 2008 | Jean-Marc Nillus    |           |         |
| mars 2008                                | En cours  | Marie-Josée Thill   | SE        | Artisan |
| Les données manquantes sont à compléter. |           |                     |           |         |

## Démographie
L'évolution du nombre d'habitants est connue à travers les recensements de la population effectués dans la commune depuis 1793. Pour les communes de moins de 10 000 habitants, une enquête de recensement portant sur toute la population est réalisée tous les cinq ans, les populations de référence des années intermédiaires étant quant à elles estimées par interpolation ou extrapolation. Pour la commune, le premier recensement exhaustif entrant dans le cadre du nouveau dispositif a été réalisé en 2007.

En 2022, la commune comptait 550 habitants, en évolution de −6,14 % par rapport à 2016 (Moselle : +0,52 %, France hors Mayotte : +2,11 %).
| 1793 | 1800 | 1806 | 1821 | 1836 | 1841 | 1861 | 1866 | 1871 |
| ---- | ---- | ---- | ---- | ---- | ---- | ---- | ---- | ---- |
| 500  | 510  | 537  | 599  | 721  | 687  | 560  | 509  | 514  |

| 1875 | 1880 | 1885 | 1890 | 1895 | 1900 | 1905 | 1910 | 1921 |
| ---- | ---- | ---- | ---- | ---- | ---- | ---- | ---- | ---- |
| 473  | 462  | 437  | 447  | 490  | 474  | 449  | 532  | 395  |

| 1926 | 1931 | 1936 | 1946 | 1954 | 1962 | 1968 | 1975 | 1982 |
| ---- | ---- | ---- | ---- | ---- | ---- | ---- | ---- | ---- |
| 423  | 434  | 431  | 411  | 350  | 372  | 361  | 362  | 369  |

| 1990 | 1999 | 2006 | 2007 | 2012 | 2017 | 2022 | - | - |
| ---- | ---- | ---- | ---- | ---- | ---- | ---- | - | - |
| 395  | 439  | 498  | 506  | 547  | 588  | 550  | - | - |

## Culture locale et patrimoine

### Lieux et monuments

#### Édifice civil
- Vestiges d'une villa romaine.

#### Édifice religieux
- Église paroissiale Saint-Hubert de 1734, construite sur un rocher : tour clocher roman XIIe siècle, nef et chœur construits en 1734, mobilier XVIIIe siècle, statues XVIIIe siècle, fonts baptismaux XVIe siècle, les sacristies dans la deuxième moitié du XIXe siècle, plafond de la nef et du chœur restauré au XXe siècle.
- Chapelle du cimetière dont le choeur et le transept sont les seuls restes d'une ancienne église du XIVe siècle démolie. Elle est classée au titre des monuments historiques par arrêté du 6 décembre 1898[25].

### Personnalités liées à la commune
- Jean-Marie Curicque, auteur des Voix prophétiques (1871-1872), curé de Haute-Kontz de 1866 à sa mort.

### Héraldique
| Blason | Blasonnement : fascé d'or et d'azur à trois coquilles d'argent |

## Pour approfondir